# Eero Hämeenniemi

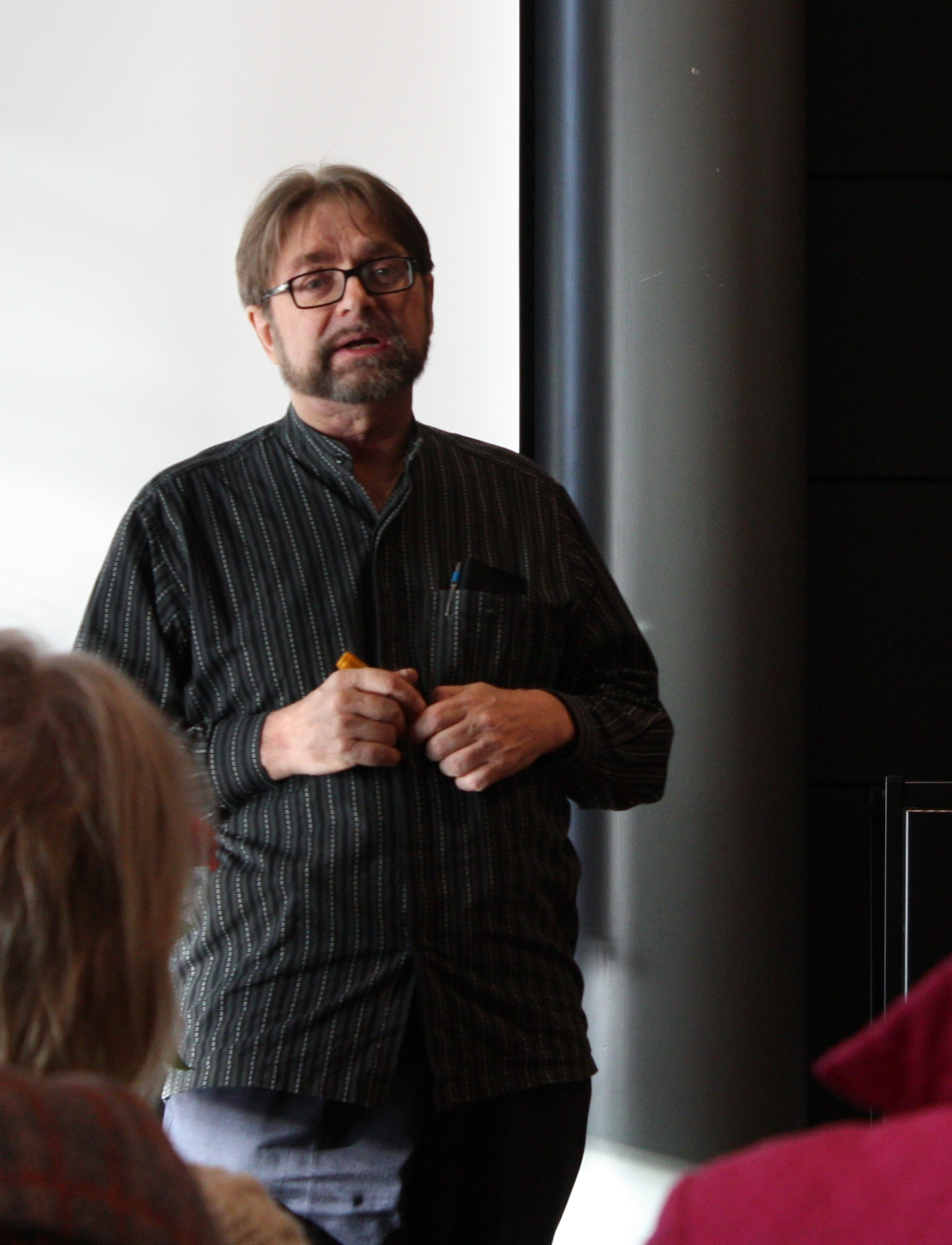
Eero Hämeenniemi år 2009.

Eero Olavi Hämeenniemi, född 29 april 1951 i Valkeakoski, är en finländsk tonsättare.
Hämeenniemi studerade komposition vid Sibelius-Akademin för Paavo Heininen (diplom 1978), därpå studerade han i Polen samt gjorde studieresor till bland annat USA och Indien. Han var stiftande medlem och första ordförande i Korvat auki. Årem 1982–1992 var han lektor vid Sibelius-Akademin.
I en postseriell stil, även med aleatoriska inslag och med expressiv melodik, har han komponerat bland annat två symfonier och två violinkonserter samt balettmusik. Han publicerade 1982 ABO, introduktion i den samtida musikens teori. År 1990 erhöll han Kordelinstiftelsens Kalevalapris. Verket Nattuvanar för manskör renderade honom Unescos pris 1994. År 2021 fick han Svenska Litteratursällskapets Pacius-pris.